# أولي مولر
أولي مولر (بالسويدية: Olle Möller) هو منافس ألعاب قوى سويدي، ولد في 20 أبريل 1906 في ميشيغان في الولايات المتحدة، وتوفي في 22 مارس 1983 في أوربرو في السويد.